# Курин, Юрий Геннадьевич
Юрий Геннадьевич Курин (род. 29 апреля 1955 года в Иркутске) — российский юрист, политик, общественный деятель. Депутат Государственной Думы III созыва. Заслуженный юрист Российской Федерации, Почетный адвокат России, Советник юстиции
Президент Некоммерческой организации «Фонд сохранения памяти и развития наследия первого губернатора Иркутской области Ю. А. Ножикова»

## Биография

### Образование
В 1977 году — юридический факультет Иркутского государственного университета (правовед)
В 1994 году — Российская академия народного хозяйства и государственной службы при Президенте РФ (магистр государственного управления)
В 1998 году — Иркутская государственная экономическая академия (арбитражный управляющий, оценщик, специалист по работе с ценными бумагами)
В 2001 году — Московская школа политических исследований (эксперт по вопросам Совета Европы)
В 2005 году — Российский государственный университет правосудия при Верховном Суде РФ (аспирантура)

### Профессиональная деятельность
С 1977 по 1987 годы — Служил в органах прокуратуры. Следователь прокуратуры Куйбышевского района, старший следователь прокуратуры города Иркутска. Прокурор Следственного Управления прокуратуры Иркутской области. Прокурор-криминалист следственного управления прокуратуры Иркутской области. Заместитель начальника отдела по надзору за следствием и дознанием в органах МВД Иркутской области. Член следственных бригад Генеральной прокуратуры СССР и прокуратуры РСФСР. Последняя должность - Прокурор Центрального района г. Братска. Ответственный секретарь координационного совета правоохранительных органов Иркутской области. Избирался депутатом Центрального районного Совета г. Братска
В 1987—1997 годы — заведующий государственно-правовым отделом (департаментом) администрации Иркутской области -  Заместитель главы администрации области - представитель губернатора в Законодательном Собрании области. Член совета директоров АО «Иркутскэнерго» - представитель государства.
В 1997—1999 годах — Основатель и председатель Восточно-Сибирской коллегии адвокатов «Сибирский юридический центр». Основатель и Президент Иркутской областной гильдии участников антикризисного (арбитражного) управления предприятиями
В 1999—2001 годах — соучредитель и член Совета директоров информационного агентства «Сибтранспресс» и член совета директоров региональной общественно-политической газеты «Честное слово»
В 1999—2003 годах — депутат Государственной думы РФ третьего созыва от Иркутской области (фракция Союз правых сил). Заместитель председателя комитета по собственности. Заместитель председателя комитета по безопасности, борьбе с преступностью и борьбе с коррупцией. 
В 2004—2006 годах — Основатель и председатель правления первой в Российской Федерации СРО арбитражных управляющих "Авангард". Президент, председатель Совета саморегулируемой организации «Национальная гильдия арбитражных управляющих». Вице-президент ООО "Банк Губернский" ("Мой Банк") по Сибирскому Федеральному округу.
С 2012 года — Президент Фонда сохранения памяти и развития наследия первого губернатора Иркутской области Ю. А. Ножикова"
В 2015—2017 годах — Советник губернаторов Иркутской области С. В. Ерощенко и С. Г. Левченко по правовым и правоохранительным вопросам
В 2017 году — Сооснователь и председатель Межрегионального фонда «Байкальские стратегии». Организатор коворкинг-центра Агентства Стратегических инициатив «Точка кипения — Иркутск». Координатор Комитета гражданских инициатив по Иркутской области. Основатель и руководитель Юридической компании «Юрий Курин и партнёры»
В 2017—2018 годах — Заместитель директора Института регионального законодательства и правовой информации им. Сперанского (ныне - Иркутский институт муниципальной правовой информации имени М.М. Сперанского). Название организации опять написано неправильно.
В Апреле 2022 года — н.в. — заместитель директора ФГБУН "Иркутский Научный Центр" Сибирского отделения Российской Академии Наук по кадровым, правовым, имущественным, земельным и архивным вопросам.

### Факты биографии
- Один из соратников первого губернатора Иркутской области Юрия Ножикова[15][16]

- Был ведущим и автором сценариев телевизионной передачи «Человек и закон» иркутского областного телевидения

- Автор более 200 статей и интервью юридической и политической тематики в печати, на телевидении и радио[17]

## Награды, почетные звания, классные чины
- Заслуженный юрист Российской Федерации (30 декабря 1994) — за заслуги в области законности и многолетнюю добросовестную работу[18]

- Почетный адвокат Российской Федерации
- Действительный Государственный советник Иркутской области 3 Класса

- Почетная грамота губернатора Иркутской области

- Советник юстиции[19]